# Fundação Nacional da Ciência

A Fundação Nacional da Ciência (NSF, National Science Foundation)  é uma agência governamental dos Estados Unidos independente que promove a pesquisa e educação fundamental em todos os campos  da ciência e engenharia. Com um orçamento anual de cerca de US$ 8,28 bilhões (ano 2020), NSF financia aproximadamente 25 por cento de toda a pesquisa básica subsidiada federalmente nos institutos e universidades dos Estados Unidos. Em alguns campos, tais como Matemática, Informática, Ciências econômicas e as Ciências sociais, NSF é a principal fonte federal.

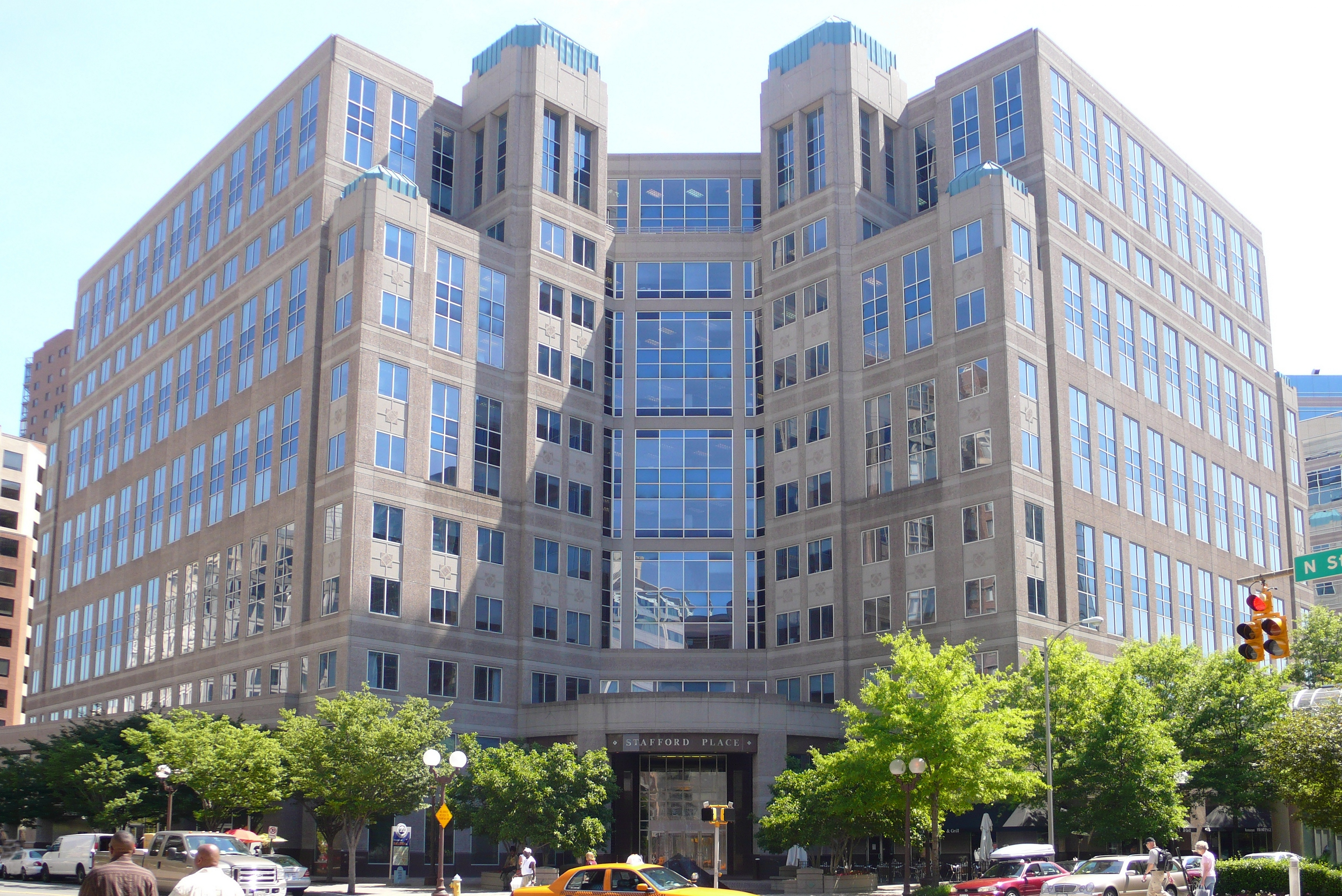
Edifício da Fundação Nacional da Ciência

É sediada em Condado de Arlington, Virginia.

## Âmbito e Organização

### Diretórios de pesquisa[3]
NSF organiza seus subsídios a educação e pesquisa através de sete diretórios, cada qual tratando de várias disciplinas: 
- Ciências Biológicas (Biologia molecular, celular, e de organismos, Ciência do Meio Ambiente)
- Engenharia e Ciência da Computação (Informática fundamental, sistemas de redes e computadores, e Inteligência artificial)
- Engenharia (bioengenharia, sistemas ambientais, sistemas mecânicos e civis, sistemas de transporte e químicos, sistemas elétricos e de comunicação, e desenho e manufatura)
- Geociências (Ciências geológicas, atmosféricas e dos oceanos)
- Ciências Matemáticas e Físicas (Matemática, Astronomia, Física, Química e Ciência dos Materiais)
- Ciências Sociais, do Comportamento e Econômicas (Neurociências, Psicologia, Ciências Sociais, Antropologia e Economia)
- Educação e Recursos Humanos (Ciência, Tecnologia, Engenharia e educação em Matemática em qualquer nível)

### Outras oficinas de pesquisa
NSF também promove a investigação através de várias oficinas dentro da Office of the Directo:
- Oficina de Ciberinfraestrutura
- Oficina de Programas Polares
- Oficina de Atividades de Integração
- Oficina de Ciência e Engenharia Internacional